# Danutė Smidek
Danutė Smidek es una deportista lituana que compitió para la Unión Soviética en atletismo adaptado. Ganó tres medallas en los Juegos Paralímpicos de Verano en los años 1988 y 1992.

## Palmarés internacional
| Representando a la URSS  |                      |                   |           |
| Juegos Paralímpicos      |                      |                   |           |
| Año                      | Lugar                | Medalla           | Prueba    |
| 1988                     | Seúl (Corea del Sur) | Medalla de plata  | 800 m B3  |
| 1988                     | Seúl (Corea del Sur) | Medalla de bronce | 400 m B3  |
| Representando a Lituania |                      |                   |           |
| Juegos Paralímpicos      |                      |                   |           |
| Año                      | Lugar                | Medalla           | Prueba    |
| 1992                     | Barcelona (España)   | Medalla de bronce | 3000 m B2 |